# Titularbistum Buslacena
Buslacena ist ein Titularbistum der römisch-katholischen Kirche.
Es geht zurück auf einen untergegangenen Bischofssitz in der gleichnamigen antiken Stadt, die in der römischen Provinz Africa (Sahelregion Tunesiens) lag.
| Titularbischöfe von Buslacena |                               |                                                  |                   |                |
| Nr.                           | Name                          | Amt                                              | von               | bis            |
| 1                             | Alfredo Petit Vergel          | Weihbischof in San Cristóbal de la Habana (Kuba) | 16. November 1991 | 7. August 2021 |
| 2                             | Gustavo Manuel Larrazábal CMF | Weihbischof in San Juan de Cuyo (Argentinien)    | 26. März 2022     |                |